# Johannes Eccard
Pour les articles homonymes, voir Eccard.
Johannes Eccard, né en 1553 à Mühlhausen, en Saint-Empire, et mort en 1611 à Berlin, est un compositeur allemand de la Renaissance tardive.

## Biographie
De 1567 à 1571, de 14 à 18 ans, il termine sa formation de chantre-choriste dans un chœur professionnel d'église à Weimar, puis de 1571 à 1573, jeune adulte, il occupe les mêmes fonctions dans le chœur de la chapelle princière à la cour de Munich et y parfait sa formation. En effet, dès l'âge de 18 ans, il s'était rendu à Munich et là, à la cour du duc de Bavière, il devint l'élève du célèbre compositeur Roland de Lassus, qui exerçait au service du prince en tant que Kapellmeister (en français maître de chapelle, donc chef de chœur et chef d'orchestre). Il retourne ensuite à Mühlhausen où, en collaboration avec Johann von Burgk et sous la direction de son premier maître, il compose un recueil de chants sacrés, intitulé Crepundia sacra Helmboldi (1577).
De 1577 à 1578, il est au service de la famille Fugger à Augsbourg. En 1580, il devient vice-Kapellmeister, chef en second pour le chœur et l'orchestre de la cour à Königsberg au service du margrave de Brandebourg-Anspach, l'administrateur du duché de Prusse, puis est promu Kapellmeister en 1604.
En 1608, il est nommé maître de chapelle du prince-électeur Joachim III Frédéric, électeur de Brandebourg, à Berlin mais il n'occupe ce poste que pendant trois ans, sa mort survenant en 1611.
Avec Leonhard Lechner, il est le plus important compositeur de son temps pour les chants d'église (compositeur de motets polyphoniques).

## Œuvres
Les œuvres d'Eccard sont exclusivement des compositions vocales, telles que des chansons, des cantates sacrées et des chants religieux pour plusieurs voix. Leur structure polyphonique est une merveille de l'art vocal qui fait encore l'admiration des musiciens.
Ses œuvres sont l'expression d'un authentique sentiment religieux. Messes motets et surtout d'admirables lieder polyphoniques (170 sacrés et 80 profanes).
Les compositeurs principaux de motets allemands au tournant du seizième siècle - Hans Leo Hassler, Johannes Eccard (1553-1611), Leonhard Lechner (env. 1553-1606), et Praetorius - établirent le style de la musique d'église luthérienne en Allemagne qui culmina plus de cent ans plus tard dans les œuvres de J.S. Bach .